# Varicopsella davaoensis
Varicopsella davaoensis är en insektsart som beskrevs av Baltasar Merino 1936. Varicopsella davaoensis ingår i släktet Varicopsella och familjen dvärgstritar. Inga underarter finns listade i Catalogue of Life.